# Brigitte Acton
Brigitte Acton (* 30. November 1985 in Sault Ste. Marie, Ontario) ist eine ehemalige kanadische Skirennläuferin. Sie war auf die Disziplinen Riesenslalom und Slalom spezialisiert.

## Biografie
Nachdem Acton in der Saison 2002/03 die Gesamtwertung des Nor-Am Cup gewonnen hatte, bestritt sie im November 2003 ihr erstes Weltcuprennen. Bei den Juniorenweltmeisterschaften 2003 in Puy Saint-Vincent wurde sie im Super-G Zweite. Ebenfalls den zweiten Platz belegte sie bei den Juniorenweltmeisterschaften 2005 in Bardonecchia wurde sie Vizeweltmeisterin im Riesenslalom. In der Saison 2004/05 folgte ein weiterer Gesamtsieg im Nor-Am Cup.
Im Februar 2005 nahm Acton in Bormio erstmals an Weltmeisterschaften teil. In der Kombination wurde sie Zwölfte. Zusammen mit ihren Teamkollegen Patrick Biggs, François Bourque, Emily Brydon, Thomas Grandi und Erik Guay erzielte sie im neu geschaffenen Mannschaftswettbewerb Platz fünf. Bei den Olympischen Spielen 2006 war der zehnte Platz in der Kombination ihr bestes Ergebnis.
Actons beste Ergebnisse im Weltcup waren zwei zehnte Plätze, am 27. Februar 2005 in der Kombination von San Sicario und am 4. März 2006 in der Super-Kombination von Hafjell. Fast die gesamte Saison 2007/08 musste sie wegen eines Kreuzbeinbruchs pausieren. Auch in den beiden folgenden Wintern knüpfte sie nie mehr ganz an die früheren Leistungen an, konnte sich aber für die Olympischen Winterspiele 2010 qualifizieren, wo sie im Slalom den 17. Platz belegte.
Am 18. August 2010 erklärte Acton den Rücktritt vom Spitzensport. Seit dem  3. September 2010 ist sie mit dem Eishockeytorwart Mike Smith verheiratet.

## Erfolge

### Olympische Spiele
- Turin 2006: 10. Kombination, 11. Riesenslalom, 17. Slalom
- Vancouver 2010: 17. Slalom

### Weltmeisterschaften
- Santa Caterina 2005: 12. Kombination
- Åre 2007: 42. Riesenslalom
- Val-d’Isère 2009: 25. Slalom

### Weltcup
- 2 Platzierungen unter den besten zehn
- Saison 2004/05: 10. Kombinationswertung

### Nor-Am Cup
- Saison 2002/03: Gesamtsiegerin, 1. Super-G-Wertung, 3. Slalomwertung, 4. Riesenslalomwertung
- Saison 2003/04: 2. Gesamtwertung, 1. Riesenslalomwertung, 3. Slalomwertung
- Saison 2004/05: Gesamtsiegerin, 1. Slalomwertung, 4. Riesenslalomwertung
- 26 Podestplätze, davon 5 Siege

### Juniorenweltmeisterschaften
- Briançonnais 2003: 2. Super-G, 7. Kombination, 17. Slalom, 25. Abfahrt, 26. Riesenslalom
- Maribor 2004: 19. Slalom
- Bardonecchia 2005: 2. Riesenslalom

### Weitere Erfolge
- Kanadische Slalom-Meisterin 2006
- 2 Podestplätze im Europacup
- 25 Siege in FIS-Rennen (3 × Abfahrt, 3 × Super-G, 6 × Riesenslalom, 13 × Slalom)